# John Turnbull
John Seymour Turnbull (Sydney, Ausztrália, 1895 – Chugnes közelében, Franciaország, 1918. június 17.) első világháborús vadászpilóta, ászpilóta volt. Katonai szolgálata során 5 igazolt légi győzelmet szerzett (5 ellenséges gépet kényszerített földre).

## Élete

### Fiatalkora
Turnbull Sydney-ben született 1895-ben. 

### Katonai szolgálata
John Turnbull már 1915-ben a háború második évében is a nyugati-fronton harcolt, ám ekkor valószínűleg még nem katonai pilótaként.
1915. március 20-án alhadnaggyá léptették elő, ezek után a Brit Királyi Légierő (Royal Air Force, RAF) 56. repülőszázadához került. Érdekesség, hogy bár Ausztrália volt az egyetlen olyan gyarmat, amely rendelkezett saját légierővel, Turnbull a brithez csatlakozott. Turnbull ebben a században két légi győzelmet aratott, 1917. május 24-én és július 11-én, amikor S.E.5 típusú vadászrepülőgépével 2 Albatros D.III-as német gépet lőtt le. Egy nappal második légi győzelmének megszerzése után súlyosan megsérült egy repülőbalesetben.
Sebesülései miatt hosszú hónapokat kényszerült kórházban tölteni, így már nem térhetett vissza az 56. repülőszázadhoz, ehelyett a 41-be helyezték. Ebben a században 1918. május 28-án megszerezte harmadik légi győzelmét. Néhány hónapra rá, június 12-én és 13-án Turnbull újra győzött, így megszerezte 5. légi győzelmét, amellyel beírta magát az ászok közé. Sikerének azonban nem örülhetett sokáig, ugyanis június 17-én a német August Delling lelőtte az ausztrál S.E.5-ös gépét, Turnbull pedig repülőhalált halt.

### Légi győzelmei
| Sorszám | Dátum            | Egység           | Repülőgép | Ellenfél       |
| ------- | ---------------- | ---------------- | --------- | -------------- |
| 1       | 1917. május 24.  | 56. repülőszázad | S.E.5     | Albatros D.III |
| 2       | 1917. július 11. | 56. repülőszázad | S.E.5     | Albatros D.III |
| 3       | 1918. május 28.  | 41. repülőszázad | S.E.5     | Pfalz D.III    |
| 4       | 1918. június 12. | 41. repülőszázad | S.E.5     | Albatros D.V   |
| 5       | 1918. június 13. | 41. repülőszázad | S.E.5     | DFW C          |

## Lásd még
- Ausztrália
- Első világháború